# Nicolai Tinning
Nicolai Tinning er en dansk professionel golfspiller. Tinning er født i 1992 og opvokset i Vedbæk. Han har spillet i Søllerød Golf Klub side 2002 og været med til at vinde DM 2 gange med klubben. Samtidig har Nicolai 3 Nordic Golf League (Ecco Tour) sejre.
Nicolai Tinning spillede sin første fulde sæson på Challenge Touren i 2019, samme år som han første gang opnåede kategori 22 på DP World Tour (European Tour)
Nicolai er gift med Camilla Tinning og de har sammen sønnen Alexander.